# 水曜劇場 (TBS)
『水曜劇場』（すいようげきじょう）は、1961年7月から1982年4月、および2009年4月から2010年9月までTBS系列で、毎週水曜日の21:00 - 21:54（JST）に2期にわたって放送されていたテレビドラマ枠。1961年（昭和36年）7月から1982年（昭和57年）4月まで第1期として放送された。その後、2009年（平成21年）4月に木曜21時枠からの移行で27年ぶりに第2期として復活、2010年（平成22年）9月まで放送された。
ちなみに、水曜劇場のタイトルの下で放映された最初の作品は、1969年10月15日スタートの『甘柿しぶ柿つるし柿』とされている が、本項ではこれ以前の作品についても紹介する。
なお、1980年代後半の2年間、水曜21時台に設定されていたドラマ枠は「水曜ドラマ (TBS)」を参照。

## 略歴・概要

### 第1期（1961年 - 1982年）
1961年（昭和36年）に開始した当初は、文芸調を帯びたテーマで新劇の俳優を用いたドラマや、社会派記者もの、あるいは時代劇、と路線を模索していたが、1969年（昭和44年）あたりからほのぼのとしてポップな「ホームドラマ」という活路を見出す。『東芝日曜劇場』や『木曜8時枠ドラマ』、『近鉄金曜劇場』や『金曜8時枠ドラマ』と共に“ドラマのTBS”の代名詞ともいわれる放送枠であった。 
1970年代初頭に始まる久世光彦の演出・プロデュースによる『時間ですよ』でいわゆる「久世ドラマ」がブレイク、1974年 - 1975年の『寺内貫太郎一家』、『ムー』（1977年）および『ムー一族』（1978年 - 1979年）の爛熟期を経て、1979年（昭和54年）の『家路〜ママ・ドント・クライ』へと向かっていく。
1979年（昭和54年）、本枠のヒットドラマで演出からプロデュース、主演俳優（郷ひろみ、沢田研二）の楽曲の作詞まで手がけていた久世光彦がTBSから独立。1982年（昭和57年）1月～3月の『橋田ドラマ・結婚』をもって本ドラマ枠は一時消滅する。
1974年（昭和49年）10月からは直前の20:00に大映テレビの刑事ドラマ路線、直後の22:00に毎日放送制作（ただし開始半年はTBS制作）のドラマがそれぞれ編成され、3連続で1時間ドラマが編成、その後1978年（昭和53年）10月より19:30にも東宝制作の30分青春ドラマが編成、4本・3時間半ドラマに拡大された。そしてこの間の1980年（昭和55年）4月から1981年（昭和56年）9月までは、19:00にも30分ドラマ『ウルトラマン80』→『刑事犬カールⅡ』が編成されたため、TBSの水曜ゴールデン・プライム両タイムは全てドラマで占められていた。

### 第2期（2009年 - 2010年）
2000年代中期より、低調状態が続くTBS水曜ゴールデン・プライムタイムのテコ入れの一環として、『渡る世間は鬼ばかり』シリーズを除く木曜21時に放送されていたドラマ枠を事実上移行させる形で、27年ぶりに本枠を復活させる事となる。第一期同様、ホームドラマが主流となっているが、2009年10月期と2010年1月期ではサスペンスにも挑戦している。
2009年4月期は2007年4月 - 6月に木曜21時枠で放送したホームドラマ『夫婦道』の第2シリーズ。2009年7月期は橋田壽賀子の脚本で1976年にNHKで放送された『となりの芝生』のリメイク版。2009年10月期の『浅見光彦〜最終章〜』と2010年1月期の『赤かぶ検事京都篇』は2時間サスペンス出身の作品であり水曜劇場初のサスペンスドラマである。
2010年4月期からは初の韓国ドラマを放送することになり、日本の秋田県も舞台の1つとなっているサスペンス『アイリス』が放送されることになった。FIFAワールドカップを含む特番などでの休止を含めて9月までの2クールとなった。
2010年10月改編で木曜21時枠の連続ドラマが1年半に再開されたため、『アイリス』を最後にこのドラマ枠は終了し、単発特番をはさんで、同年11月よりMBS制作のバラエティ番組『くらべるくらべらー』へと変更された。
休止期間中にも水曜ゴールデンタイムにドラマ枠が存在していた時期があった。詳細は本稿の備考を参照。

## 主な作品リスト
Category:水曜劇場 (TBS)も参照。

### 第1期

#### 1960年代
純愛シリーズ
- 放送期間：1961年7月5日 - 1963年9月25日
  - 純愛シリーズ 春の魂
  - 純愛シリーズ 傷だらけの夜
  - 純愛シリーズ たけし
  - 純愛シリーズ 小さな胸に
  - 純愛シリーズ 絆
  - 純愛シリーズ 狐の嫁入り

こちら社会部
- 放送期間：1963年10月2日 - 1963年12月18日
- 主な出演者：宇野重吉、伊藤孝雄、滝沢修、梅野泰靖

エスピオナージ かくれた戦士
- 放送期間：1964年1月15日 - 5月20日
- 海外作品。

父子鷹
- 放送期間：1964年5月27日 - 1964年9月2日
- 主な出演者：中村竹弥

夕日と拳銃
- 放送期間：1964年9月9日 - 1964年12月2日
- 主な出演者：工藤堅太郎

アジアの曙
- 放送期間：1964年12月9日 - 1965年3月3日
- 主な出演者：御木本伸介、佐藤慶、小山明子、芳村真理

国際事件記者
- 放送期間：1965年3月10日 - 1965年7月28日
- 主な出演者:山内明、鳳八千代、安井昌二、緑魔子

※1965年8月4日-9月1日までは歌のオンパレード編成のため中断
楡家の人びと
- 放送期間：1965年9月8日 - 1965年10月27日
- 主な出演者：東野英治郎、岸田今日子、村瀬幸子

ああ!夫婦（第1部）
- 放送期間：1965年11月3日 - 1966年3月2日

半七捕物帳（第1部）
- 放送期間：1966年3月9日 - 1966年7月20日
- 主な出演者：長谷川一夫、淡島千景、長谷川裕見子、天津敏

ああ!夫婦（第2部）
- 放送期間：1966年7月27日 - 1967年3月8日

競作女優シリーズ1 悲しみよこんにちわ
- 放送期間：1967年3月15日 - 1967年5月3日
- 主な出演者：南田洋子、梓英子、岩原雅子

競作女優シリーズ2 レモンのような女
- 放送期間：1967年5月10日 - 1967年6月14日
- 主な出演者：岸惠子、池部良、津島恵子、石立鉄男

競作女優シリーズ3 ママの貯金
- 放送期間：1967年6月21日 - 1967年7月26日
- 主な出演者：乙羽信子、屋上久朗右衛門、松山炎太郎

競作女優シリーズ4 世界中で一番好きな人
- 放送期間：1967年8月2日 - 1967年8月9日
- 主な出演者：左幸子、田村高廣、沢村貞子

競作女優シリーズ5 暢気眼鏡
- 放送期間：1967年8月16日 - 1967年9月6日
- 主な出演者：藤村志保、緒形拳、長谷川澄子

半七捕物帖（第2部）
- 放送期間：1967年9月13日 - 1968年1月24日
- 主な出演者：長谷川一夫、淡島千景、長谷川裕見子

クラクラ日記
- 放送期間：1968年1月31日 - 1968年4月24日
- 主な出演者：若尾文子、藤岡琢也、市川翠扇、千石規子

色はにおえど
- 放送期間：1968年5月1日 - 1968年9月25日
- 主な出演者：池内淳子、春川ますみ、川崎敬三、坂本九

追跡
- 放送期間：1968年10月2日 - 1968年12月25日
- 主な出演者：長谷川一夫、淡島千景、市川中車

きんきらきん
- 放送期間：1969年1月1日 - 1969年4月2日
- 主な出演者：若尾文子、二谷英明、藤岡琢也、横山道代

奇妙な仲
- 放送期間：1969年4月16日 - 1969年6月25日
- 主な出演者：新珠三千代、池部良、仲谷昇、中山千夏

待ってますワ
- 放送期間：1969年7月2日 - 1969年10月8日
- 主な出演者：若尾文子、平幹二朗、ミヤコ蝶々、杉浦直樹

甘柿しぶ柿つるし柿
- 放送期間：1969年10月15日 - 1970年1月28日
- 主な出演者：池内淳子、児玉清、山岡久乃、中山千夏

#### 1970年代
時間ですよ（第1部）
- 放送期間：1970年2月4日 - 1970年8月26日
- 主な出演者：森光子、船越英二、松山英太郎、堺正章

こけこっこー!
- 放送期間：1970年9月2日 - 1971年1月13日
- 主な出演者：若尾文子、ハナ肇、堺正章、杉浦直樹

みかんきんかん夏みかん
- 放送期間：1971年1月20日 - 1971年7月14日
- 主な出演者：池内淳子、山岡久乃、金子信雄、中谷一郎

時間ですよ（第2部）
- 放送期間：1971年7月21日 - 1972年3月15日
- 主な出演者：森光子、船越英二、松山英太郎、松原智恵子

はーいただいま
- 放送期間：1972年3月22日 - 1972年6月28日
- 主な出演者：吉永小百合、堺正章、藤間紫、長山藍子

おはよう
- 放送期間：1972年7月5日 - 1972年10月25日
- 主な出演者：若尾文子、大橋巨泉、堺正章、中村翫右衛門

かっこうわるつ
- 放送期間：1972年11月1日 - 1973年2月7日
- 主な出演者：池内淳子、岡田祐介、榊原るみ、藤岡琢也

時間ですよ（第3部）
- 放送期間：1973年2月14日 - 1973年9月5日
- 主な出演者：森光子、船越英二、松山英太郎、松原智恵子、堺正章、天地真理、浅田美代子

娘はむすめ
- 放送期間：1973年9月12日 - 1974年1月9日
- 主な出演者：曾我廼家明蝶、大空真弓、和泉雅子、小柳ルミ子

寺内貫太郎一家
- 放送期間：1974年1月16日 - 1974年10月9日
- 主な出演者：小林亜星、西城秀樹、悠木千帆、浅田美代子、梶芽衣子、加藤治子

時間ですよ 昭和元年
- 放送期間：1974年10月16日 - 1975年4月9日
- 主な出演者：森光子、荒井注、悠木千帆、浅田美代子

寺内貫太郎一家2
- 放送期間：1975年4月16日 - 1975年11月5日
- 主な出演者：小林亜星、西城秀樹、風吹ジュン、浅田美代子、悠木千帆、加藤治子

花吹雪はしご一家
- 放送期間：1975年11月12日 - 1976年5月12日
- 主な出演者：森光子、左とん平、西城秀樹、相本久美子、荒井注、加山雄三、浅田美代子

さくらの唄
- 放送期間：1976年5月19日 - 1976年11月10日
- 主な出演者：若山富三郎、加藤治子、悠木千帆、美輪明宏

ふたりでひとり
- 放送期間：1976年11月17日 - 1977年3月30日
- 主な出演者：小川真由美、山城新伍、星正人、神保美喜

乱塾時代子育て合戦
- 放送期間：1977年4月6日 - 1977年5月11日
- 主な出演者：大原麗子、江守徹、池部良、村野武憲

ムー
- 放送期間：1977年5月18日 - 1977年11月9日
- 主な出演者：郷ひろみ、渡辺美佐子、樹木希林、清水健太郎、五十嵐めぐみ、伊東四朗

せい子宙太郎
- 放送期間：1977年11月16日 - 1978年5月10日
- 主な出演者：森光子、小林桂樹、加藤治子、武田鉄矢

ムー一族
- 放送期間：1978年5月17日 - 1979年2月7日
- 主な出演者：渡辺美佐子、伊東四朗、清水健太郎、郷ひろみ、樹木希林、岸本加世子

熱愛一家・LOVE
- 放送期間：1979年2月14日 - 1979年8月8日
- 主な出演者：森光子、浅芽陽子、柴俊夫、太川陽介、石野真子、松山英太郎、岡崎友紀

家路〜ママ・ドント・クライ
- 放送期間：1979年8月15日 - 1979年11月7日
- 主な出演者：京マチ子、郷ひろみ、池部良、タモリ

家路PART2 （「家路」第2部）
- 放送期間：1979年11月14日 - 1980年2月6日
- 主な出演者：京マチ子、佐野浅夫、梶芽衣子、浅野温子

#### 1980年代
なぜか初恋・南風
- 放送期間：1980年2月13日 - 1980年7月16日
- 主な出演者：森光子、大場久美子、中村敦夫、池上季実子

橋田ドラマ 見合い結婚
- 放送期間：1980年7月23日 - 1980年8月27日
- 主な出演者：渡辺美佐子、坂口良子、田村正和、沢村貞子

しあわせ戦争
- 放送期間：1980年9月3日 - 1980年12月24日
- 主な出演者：三浦友和、秋吉久美子、古手川祐子、中村敦夫

二百三高地　愛は死にますか
- 放送期間：1981年1月7日 - 1981年2月25日
- 主な出演者：田村高廣、市川染五郎、坂口良子、永島敏行

拳骨にくちづけ
- 放送期間：1981年3月4日 - 1981年6月24日
- 主な出演者：大原麗子、丹波哲郎、山岡久乃、細川俊之

娘が家出した夏 家庭ってなァに?
- 放送期間：1981年7月1日 - 1981年8月12日
- 主な出演者：名取裕子、奥田瑛二、石原真理子、佐藤英夫

ここまでは他人
- 放送期間：1981年8月19日 - 1981年10月14日
- 主な出演者：星セント・ルイス、マッハ文朱、宮内淳、野村昭子

茜さんのお弁当
- 放送期間：1981年10月21日 - 1981年12月30日
- 主な出演者：八千草薫、川谷拓三、古尾谷雅人、ミー

橋田ドラマ 結婚
- 放送期間：1982年1月6日 - 1982年4月14日
- 主な出演者：赤木春恵、三田佳子、小川知子、小鹿ミキ

### 第2期
制作プロダクション名のないものはTBSの局制作、これよりハイビジョン制作。

#### 2009年
夫婦道（第2シリーズ）
- 放送期間：2009年4月15日 - 2009年6月24日
- 主な出演者：武田鉄矢、高畑淳子、橋爪功 ほか

橋田壽賀子ドラマ となりの芝生
- 制作：ドリマックス・テレビジョン
- 放送期間：2009年7月1日 - 2009年9月16日
- 主な出演者：瀬戸朝香、大倉孝二、茅島成美、大杉漣 、泉ピン子 ほか

浅見光彦〜最終章〜
- 制作：テレパック
- 放送期間：2009年10月21日 - 2009年12月16日
- 主な出演者：沢村一樹、風間杜夫、原沙知絵、黒田知永子、田中幸太朗、佐久間良子 ほか

#### 2010年
赤かぶ検事京都篇
- 制作：松竹
- 放送期間：2010年1月13日 - 2010年3月10日
- 主な出演者：中村梅雀、菊川怜、原沙知絵、小野武彦、古手川祐子 ほか

IRIS 〜アイリス〜
- 制作：韓国放送公社（KBS）
- 放送期間：2010年4月21日 - 2010年9月1日
- 主な出演者：イ・ビョンホン、キム・テヒ、チョン・ジュノ ほか

## 備考
- 山口県では、テレビ山口（TYS）で開局時から第1期末期までは、フジテレビ制作の『水曜ドラマシリーズ』 → 『平岩弓枝ドラマシリーズ』を同時ネットで放送していたため、特に第1期の末期の頃は遅れネットで対応していた[7]。
なお、TYSがTBS系列局として開局後、1978年10月から1979年4月にかけてテレビ朝日系列番組の相当数が山口放送（KRY・日本テレビ系列）に移動する前までは、本来の系列局であるTYSでなく、編成やスポンサーの関係等の諸事情から作品によってKRYで引き続き放送する場合があった（『時間ですよ』などTYSで放送された作品もあった）。
- 徳島県では、四国放送（JRT・日本テレビ系列）が第1期の作品を、1979年3月時点では土曜22:00から遅れネット[8]していた。
- 愛媛県では、南海放送（RNB・日本テレビ系列）が系列外ながら第1期[9]に同時ネットで放送していた。
- フジテレビ系列の秋田テレビ（AKT）[10]、山形テレビ（YTS）[11]、富山テレビ（T34、現・BBT）[12]、福井テレビ（FTB）では1時間遅れの水曜22:00から第1期[13] の作品を放送していた。
- 『しあわせ戦争』から『結婚』を放送中の1980年10月 - 1982年3月の間は、日本テレビ系列の水曜20時ドラマ枠も『水曜劇場』と名乗っていたため、2局で同名のドラマ枠が存在していた。なお第1期終了後は『水曜劇場』の枠名は日本テレビのみとなるが、これも半年で廃枠となった。
- 第1期終了直後、水曜21時台に1時間単発特別番組枠『日立テレビシティ』を設置（後に土曜22時枠に移動）。たびたび同枠で放送されたドラマに関しては、大半は単発作品だったが、青島幸男原作『人間万事塞翁が丙午』をはじめ、連続ドラマも放送した。その後、1987年10月には、同じ水曜21時台に『水曜ドラマ』が設けられた。これは平日の22時台に報道番組『JNNニュース22プライムタイム』を新設したことに伴い、金曜22時に放送されていた『金曜ドラマ』を移行させたものである。その後、1989年10月に再び金曜ドラマに戻った。
- 『水曜ドラマ』終了後は水曜ロードショー→報道情報番組枠→バラエティ枠→ドキュメント枠となり、2009年3月まで『水曜ノンフィクション』を放送していた。
- 当枠第1期で放送されていた『時間ですよ』シリーズは、リメイク版として、1987年6月 - 8月に『時間ですよ ふたたび』が火曜20時枠、翌1988年7月 - 10月に『時間ですよ たびたび』が月曜21時枠、1989年10月 - 12月に『時間ですよ 平成元年』が火曜20時枠でそれぞれ放送された。